# John Zachary Young
John Zachary Young (Bristol, 18 marzo 1907 – Oxford, 4 luglio 1997) è stato uno zoologo e neurofisiologo inglese.